# Erik Axel Karlfeldt
Erik Axel Karlfeldt (Karlbo, 20 de julio de 1864 - Estocolmo, Suecia, 8 de abril de 1931) fue un poeta sueco, ganador del premio Nobel de Literatura en 1931.

## Biografía
Nacido en el seno de una familia de mineros, estudió en la Universidad de Upsala y más tarde, enseñó en una escuela de Djursholm, suburbio de Estocolmo  y en una escuela para adultos. Trabajó para Biblioteca Real de Suecia, en Estocolmo.
En 1904 Karlfeldt fue elegido miembro de la Academia Sueca, ocupando la silla número 11. En 1905 fue elegido miembro del Instituto Nobel de la Academia y en 1907, del Comité Nobel. En 1912 fue elegido Secretario Permanente de la Academia, puesto que mantuvo hasta su muerte. Uno de los episodios más turbios quizá durante su secretaría fue su participación decisiva en la negativa de concesión del Nobel de literatura a Benito Pérez Galdós, en contra de la propuesta mayoritaria de miembros de la academia sueca.
La Universidad de Upsala, alma mater de Karlfeldt, le galardonó con el título de Doctor honoris causa en 1917. En 1931 fue galardonado con el premio Nobel de Literatura, honor que había rechazado en 1918 alegando que sus poesías eran desconocidas fuera de su país.
Como poeta, alcanzó desde el principio una gran popularidad, figurando hoy en día como uno de los más grandes poetas suecos. Dotado con gran sentido del humor y de la fantasía, como se refleja en Fridolins visor (Baladas de Fridolín, 1898), en Fridolins lustgård (El jardín de Fridolín, 1901), Flora och Pomona (1906) y Flora och Bellona (1918). La naturaleza y la vida en el campo suelen ser los temas principales de sus obras.